# Диас, Мануэль
Мануэль Дионисиос Диас Мартинес (исп. Manuel Dionysios Díaz Martínez; 8 апреля 1874, Гавана — 20 февраля 1929, Рочестер, Нью-Йорк) — кубинский фехтовальщик, двукратный чемпион летних Олимпийских игр 1904 года.
На Играх 1904 года в Сент-Луисе Диас участвовал в двух соревнованиях. Он стал чемпионом и в командном соревновании на рапирах, и в одиночном на саблях, выиграв в итоге две золотые медали.